# Rules Derby
O Rules Derby (ou Sheffield Derby) é um derby de futebol jogado em Sheffield, Inglaterra entre Sheffield F.C. e Hallam F.C..Foi jogado pela primeira vez em 26 de Dezembro de 1860 e é o jogo de futebol mais antigo do mundo. O nome refere-se ao fato de o jogo ter sido originalmente jogado de acordo com as Regras de Sheffield.

## História
O primeiro jogo foi disputado no campo do Hallam, Sandygate Road, o Sheffield venceu por 2 a 0.
O derby não é atualmente um jogo regular, uma vez que o Sheffield está atualmente na NPL Northern Premier League, enquanto Hallam está na NCEFL Division 1, dois níveis abaixo, no entanto, as equipes encontram-se regularmente em amistosos de pré-temporada e ocasionalmente em jogos da FA local. O último encontro entre as duas equipes foi uma vitória por 3-2 para o Sheffield no dia 9 de Outubro de 2012 na Senior Cup no Coach and Horses Ground, Dronfield.